# حكومة علي رضا الركابي الأولى / الحكومة السورية
تشكلت حكومة علي رضا الركابي الأولى بإرادة أميرية في 30 أيلول 1918  وبتفويض من الجنرال إدموند ألنبي قائد القوات البريطانية في المشرق، وقد مارس رئيسها صلاحيات الحاكم العسكري على سوريا العثمانية ريثما تتضح معالم الحكم المقبل بعد نزول الدولة العثمانية عن حكمها. تكونت هذه الحكومة من مختلف مناطق بلاد الشام التاريخية، وقد أقسمت بالولاء للشريف حسين بن علي وأسمته «منقذ العرب»، بيد أنها فعليًا تعاونت وكانت تحت إمرة فيصل الأول الذي سيغدو ملك المملكة السورية العربية، وعندما وصل الأمير فيصل إلى دمشق في 3 تشرين الأول 1918، ثبّت الركابي في منصبه رئيسًا للوزراء. استقالت بقرار أميري في 4 آب 1919.

## أبرز أعمالها
كانت المرحلة التي تولت بها الحكومة البلاد، مرحلة انتقالية وحرجة للغاية، قامت حكومة الركابي بتعيين مجلس للشورى من رجال العلم والأدب والقانون وذلك للمساعدة في إدارة البلاد، ثمّ أصدرت أول جريدة رسمية في دمشق أسمتها «العاصمة» لنشر القوانين والبلاغات والقرارات الرسمية، وأصدرت أيضًا قرار يقضي بالتعامل بالعملة المصرية حتى فيما يخصّ الضرائب، وذلك لكونها تغطي السوق.
ألغت حكومة الركابي المحاكم العثمانية وشكلت محاكم مدينة حديثة، لا تميّز على أساس الدين كما كانت المحاكم العثمانية سابقًا، كذلك فقد ألغت هذه الحكومة الألقاب العثمانية من أمثال «باشا» و«بيك» غير أنها ظلّت مستعملة في سوريا بحكم الأمر الواقع.
استحدثت الحكومة أيضًا مجمع اللغة العربية بدمشق، وهو أقدم مجمع للغة العربية حديثًا، وأعادت العمل في كليتي الطب والحقوق المؤسستين خلال العصر العثماني، ما شكّل نواة الجامعة السورية لاحقًا، كذلك فقد عيّنت الحكومة موظفي الدولة والولاة على المدن ومسؤولي الشرطة والأمن الداخلي، وأشرفت على انتخابات المؤتمر السوري العام، وقامت بتقديم تفويض لفيصل بن الحسين لتمثيل سوريا والدفاع عنها في الخارج.

## التشكيل الوزراي
تألفت حكومة علي رضا الركابي الأولى من:
| المنصب                         | الصورة | شاغل المنصب            | في المنصب من | في المنصب حتى |
| ------------------------------ | ------ | ---------------------- | ------------ | ------------- |
| رئيس للحكومة والحاكم العسكري   |        | علي رضا الركابي دمشق   |              |               |
| معاون الحاكم                   |        | عادل أرسلان جبل لبنان  |              |               |
| المستشار السياسي لرئيس الحكومة |        | نوري السعيد بغداد      |              |               |
| المستشار العسكري لرئيس الحكومة |        | جعفر العسكري بغداد     |              |               |
| رئيس ميرة الجيش                |        | ياسين الهاشمي بغداد    |              |               |
| مدير المالية                   |        | سعيد شقير بيروت        |              |               |
| مدير العدل                     |        | إسكندر عموّن جبل لبنان  |              |               |
| مدير الداخلية                  |        | رشيد طليع جبل لبنان    |              |               |
| مدير الصحة                     |        | سليم باشا الموصلي دمشق |              |               |
| مدير المعارف                   |        | ساطع الحصري حلب        |              |               |

## الملاحظات
1. ↑  تختلف المصادر على تاريخ تشكيل هذه الحكومة، حيث تذكر بعض المصادر مثل رئاسة مجلس الوزراء وكتاب سجل الحكومات والوزارات السورية لمازن يوسف صباغ بأنها تشكلت في 30 أيلول في حين تذكر مصادر أخرى بأنها تشكلت في 1 تشرين الأول. في حال وجود معلومة مؤكدة بمصدر يرجى تعديل التاريخ.
2. ↑  يوثق كتاب سجل الحكومات والوزارات السورية لمازن يوسف صباغ هذه الحكومة ومجلس المديرين المشكل من من 4 آب 1919 إلى 26 كانون الثاني 1920 كحكومة واحدة من 30 أيلول 1918 ولغاية 26 كانون الثاني 1920.

موقع رئاسة مجلس الوزراء السوري يسردهما منفصلتين.

## روابط خارجية
- الحكومات السورية على موقع رئاسة مجلس الوزراء
- الحكومات السورية على موقع مجلس الشعب السوري
- وزارات الدولة على بوابة الحكومة الإلكترونية السورية
- الوزارات والهيئات الحكومية على موقع مجلس الشعب السوري